# Jason Day (remero)
Jason Scott Day (Kerang, 28 de noviembre de 1970) es un deportista australiano que compitió en remo.
Ganó una medalla de bronce en el Campeonato Mundial de Remo de 1999, en la prueba de cuatro scull. Participó en tres Juegos Olímpicos de Verano, ocupando el noveno lugar en Barcelona 1992 (cuatro scull), el octavo en Atlanta 1996 (doble scull) y el cuarto en Sídney 2000 (cuatro scull).

## Palmarés internacional
| Campeonato Mundial | Campeonato Mundial      | Campeonato Mundial | Campeonato Mundial |
| Año                | Lugar                   | Medalla            | Prueba             |
| ------------------ | ----------------------- | ------------------ | ------------------ |
| 1999               | St. Catharines (Canadá) | Medalla de bronce  | Cuatro scull       |